# Ornithoctonus aureotibialis
Ornithoctonus aureotibialis is een spinnensoort in de taxonomische indeling van de vogelspinnen (Theraphosidae).
Het dier behoort tot het geslacht Ornithoctonus. De wetenschappelijke naam van de soort werd voor het eerst geldig gepubliceerd in 2005 door von Wirth & Striffler.